# ドレスデン - ヴェルダウ線
ドレスデン - ヴェルダウ線（ドイツ語: Bahnstrecke Dresden–Werdau）はドイツ連邦共和国ザクセン州の州都ドレスデンと同州のヴェルダウを結ぶ電化の幹線鉄道である。主要経由地はフライベルク、ケムニッツ、ツヴィッカウで、ヴェルダウでは三角線でライプツィヒ - ホーフ線と接続する。この路線はザクセン・フランケン回廊（Sachsen-Franken-Magistrale）の一部であり、その重要性は今頃にも保たれている。20世紀前半にはドレスデン - ケムニッツ間が複々線に改修されて、旅客運送は貨物運送と分離された。戦争賠償のため、この路線は再び複線となって、共通の線路は旅客運送および貨物運送向けに使用されている。

## 歴史

### 鉄道建設とザクセン王国の国営鉄道運営

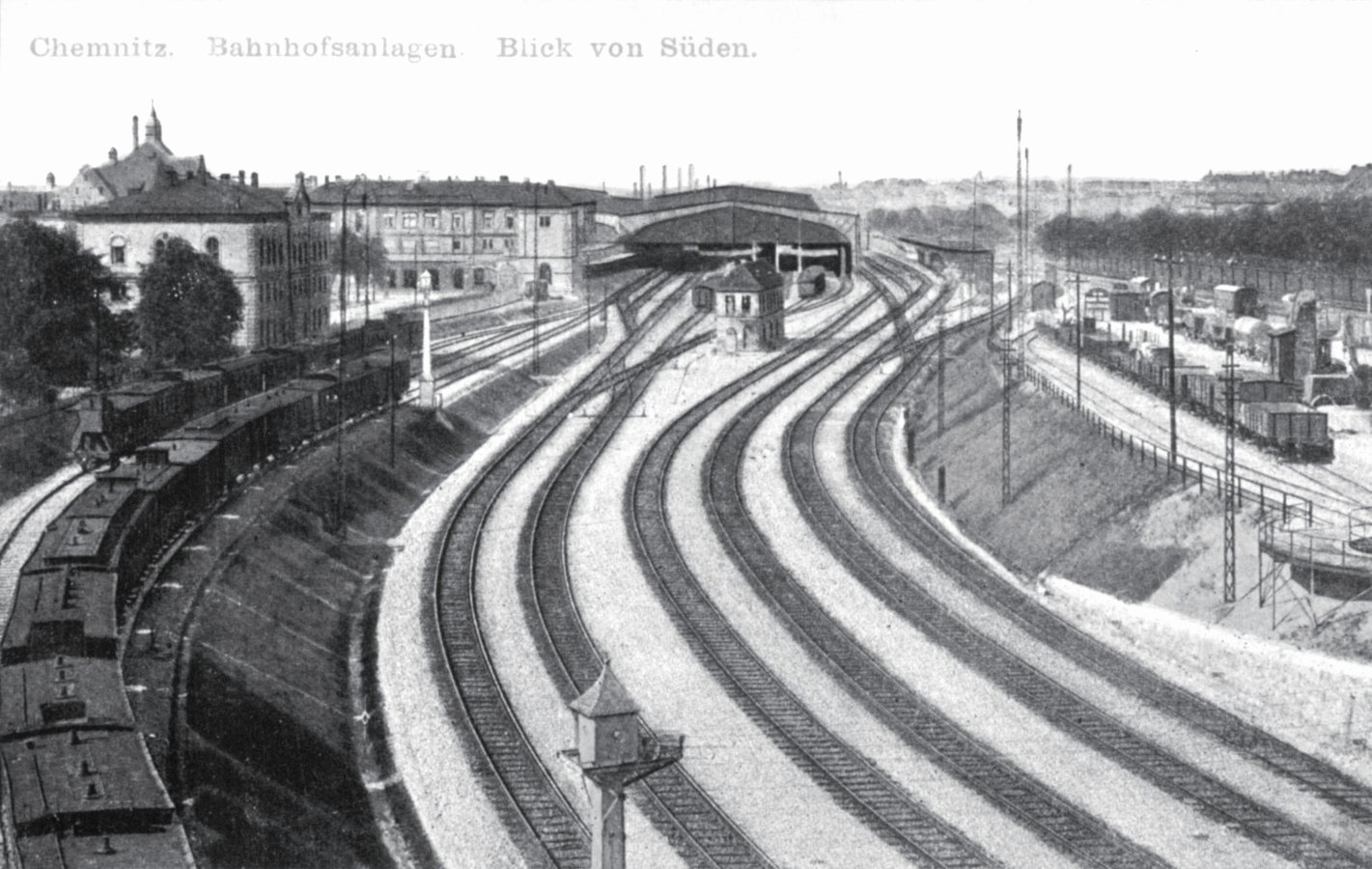
ケムニッツ中央駅の西側（1910年頃）

ザクセン・バイエルン鉄道 (Sächsisch-Bayerische Eisenbahn-Compagnie) は1845年9月6日にヴェルダウ - ツヴィッカウ間分岐線を既に開通して、その区間は現在本線の起源となった。ドレスデンからバイエルン方面に鉄道を建設する計画の発端は、プラウエン地方鉱山企業主達にドレスデンから炭鉱まで鉄道建設を許可する要請であった。建設許可は与えられて、1853年にアルベルト鉄道がドレスデン - ターラント区間および炭鉱線を建設する目的で設立された。その区間は1855年7月28日に開業されて、アルベルト王子の名をちなんで命名された。1858年11月15日にケムニッツ - ツヴィッカウ間はリーザ - ケムニッツ線の延長として開通されて、王立ザクセン邦有鉄道の西部管理局に編入された。
ターラント - フライベルク間線路の延長は急勾配のため1850年代に不可能だと見なされた。1855年に五つの経路が提案されて、グルムバッハ、ディットマンスドルフ、クルメンヘンナースドルフの経路が最も緩慢な勾配で目立った。しかしその場合、シュロイッツ小川の沿線およびターラント古城・ベルク教会地下のトンネルが別途に建設せねばならなかった。結局、1857年にゼーレン小川の沿線が確定された。国費による鉄道建設の要請は1858年7月21日に承認されて、同年8月10日に国王ヨハンの裁可を受けた。クリンゲンベルク経由の鉄道建設がそれで企画されて、最大勾配は1対40に至る。その間に急勾配線路建設の経験が蓄積されて、1859年に工事が開始された。ターラント - フライベルク間は1862年8月11日に開通された。
フライブルク - ケムニッツ間の空白に関する論議が続いて、ハイニヒェンの経路がむしろ選ばれた。しかし最短距離のオェーダーランの経路が最終的に採択されて、斜面と幾つかの橋梁が必要になった。1866年2月1日にケムニッツ - アンナベルク間が国鉄により開通されて、フロェーハ - ケムニッツ間は共通区間となった。その区間では複線向けの路盤が必要であった。1869年3月1日にフライベルク - フロェーハ間が正式に開業された。同じ日にドレスデンのアルベルト駅では石炭の貨物輸送だけが取り扱われて、一般的な貨物・旅客業務はドレスデン・ボヘミア駅（現在ドレスデン中央駅）に移られた。この路線は全区間開通以来、シュレージエンと南ドイツを連結する重要な幹線となった。
1880年代に鉄道の中心地ケムニッツ駅では貨物列車の通行量が増加したものの、線路は増設されなかった。ただし、アルトケムニッツ駅（現在ケムニッツ南駅）の改築・カッペル貨物駅の新設・操車場建設は必然になった。1900年までケムニッツ車両基地の線路が増設されて、1902年に操車場が開業された。列車通行量の増加のためケムニッツ市内の踏切が1900年ごろ問題となった。1903年1月以降ケムニッツ - アルトケムニッツ間の路盤が低くなって、アルトケムニッツ - 石炭駅（現在旧ケムニッツ・カッペル貨物駅）の路盤は地面より高く改築された。両区間では複々線が設置されて、1909年末に改修工事は完了した。一方、ドレスデン市内および郊外でも1900年代に道路と鉄道の平面交差が問題となった。1901年から1905年までドレスデン - ターラント間の路盤が高く改築されて、踏切が立体交差に変わった。他の出典によると、1903年にハインスベルク駅の貨物運送施設が改修されて、ポチャッペル - ハインスベルク間の路盤・線路が1908年10月に高く改築された。1897年その区間の複々線工事およびドイベン駅舎の改築が計画された。複々線工事が完了した後に、通勤列車の運行間隔が15分から20分までになって、旅客列車線路と貨物列車線路が分離された。

### ドイツ国営鉄道

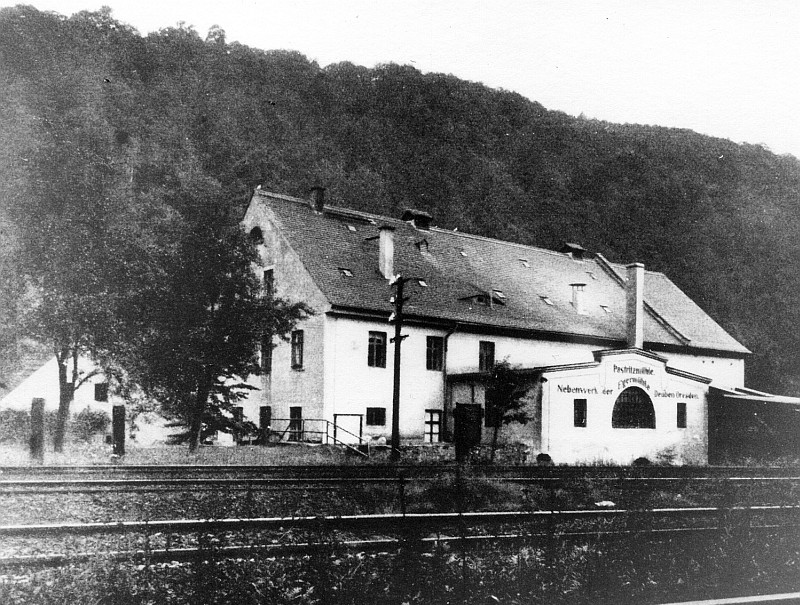
ドレスデン - ターラント間複々線線の側にいる、ターラント駅寸前の製粉所（1926年以前撮影）

ニーダーヴィーザ - ヒルベルスドルフ間の複々線改修は1924年に完了した。ヒルベルスドルフ操車場の容量は十分ではなかったので、可能な方策が探された。この路線の南側あるいは北側に施設拡張は取り止められ、1930年まで既存の操車場が改築された。ドレスデン市内区間の改修工事は1923年から1926年まで実行されて、旧市街分岐点 - ヴァイサーリッツ川鉄道橋区間の路盤はドレスデン・プラウエン駅の高度に相応しく調節された。ツヴィッカウではポェルビッツ - 中央駅区間の工事は1921年に開始されて、1925年に完了した。その過程で踏切11カ所は立体交差に置き換えられた。
第二次世界大戦の間に大部分の区間は無事に保存されたものの、ドレスデン、ケムニッツ、ツヴィッカウの施設は重大な損傷を負って、または完全に破壊された。他の路線と違って、鉄道橋がドイツ国防軍により破壊されることはなかった。

### ドイツ国営鉄道（東ドイツ）
1946年にドレスデン - ポチャッペル間およびケムニッツ - ヴェルダウ間線路の一部はソ連の戦争賠償の名目で撤去された。1950年代初にはドレスデン - ケムニッツ間は既に再び複線化された。残りの複線改修は1960年代に進行された。
電力供給設備の設置工事は1960年代初に始まった。フライブルク - ヴェルダウ間の場合、大きい難しさはなかったが、エドレクロネトンネルの車両限界が最大の難点であった。トンネルの断面は2 mずつ拡大され、入り口で特殊構造物が軌道安定の目的で設置された。1963年10月1日にツヴィッカウ - ヴェルダウ間がまず電化されて、1966年9月に電車線設置が完了した。1966年の電化工事以降、走行時間が大きく減少した。
1969年に東ドイツの産業都市圏でSバーンシステムが導入された。1976年5月30日に国営鉄道はドレスデン近郊に、Sバーンの前身に当たるドレスデン都市郊外通勤列車（Stadt- und Vorortsverkehr）を導入し、フライベルク - ツヴィッカウ間の中距離列車を増設した。カール・マルクス市中心のフロェーハ - ホーエンシュタイン・エルンストタール間では列車が30分ごとに通行して、運行周期システムが具備した。
1980年代中期にヘッツドルフ高架橋の耐久年限が過ぎて、最後に許容速度は20 km/hに下がり通行量は制限された。国営鉄道は高架橋の移設を企画して、移設区間で一直線の経路を採択した。二つの高架橋はプレストレストコンクリート構造で建設されて、両橋の全長は344 m、ヘッツバッハ側の高さは36.5 m、フロェーハ側の高さは34.5 mである。主な建設会社は高速道路建設コンビナート人民公社（VEB Autobahnbaukombinat）で、東ドイツの最初で鉄道橋を送り出し工法（Taktschiebeverfahren）で構築した。工事は1992年5月12日に完了して、路線距離はおよそ1 km短縮された。

### ドイツ鉄道
2002年8月大洪水の際に、ドレスデン - クリンゲルベルク＝コルムニッツ区間が浸水して、特に荒ヴァイサーリッツ川とヴァイサーリッツ川沿線が重い損傷を受けた。当区間に代行バスは投入されて、2003年12月14日に列車運行が再開された。
2010年5月から2011年12月までホーエンシュタイン・エルンストタール - ザンクトエギディエン間が「国家経済回復パッケージI」の一環として改修された。2010年初から2013年12月まで、この路線およびケムニッツ - アードルフ線の地下通路より高くドレスデン広場を造成する取り替え構造工事が実行された。工事期間の間にも鉄道・道路交通は持続した。2019年以降、立体交差工事はドレスデン・プラウエンで実行されて、プラウエン駅は移転された。新しい停車駅に交通弱者向けの施設・エレベーター・避難施設が設置された。

## 運行形態
ドレスデン - クリンゲルベルク・コルムニッツ間の運賃は上エルベ運輸連合（Verkehrsverbund Oberelbe, VVO）が担当する。ニーダーボブリッチュ - ヴェルダウ間は中部ドイツ運輸連合（Verkehrsverbund Mittelsachsen, VMS）運賃制の適用区間である。
- IC17 / RE17: ロストック - ノイシュトレーリッツ - ベルリン - エルスターヴェルダ - ドレスデン - フライベルク - ケムニッツ。1日二往復[26]。使用車両は4010形電車。
- RE3: ドレスデン - ターラント - フライベルク - フロェーハ - ケムニッツ - ホーエンシュタイン・エルンストタール - グラウハウ - ツヴィッカウ - プラウエン上駅 - ホーフ。60分ごと。トランスデヴ系列中部ドイツ地域鉄道（Mitteldeutsche Regiobahn）運用[27]。
- RB2: ツヴィッカウセンター - ツヴィッカウ - リヒテンタンネ - シュタインプライス - ヴェルダウ - ノイマルクト - ライヒェンバッハ上駅 - プラウエン上駅 - アードルフ (- バート・ブランバッハ - ヘプ) 。60分ごと。
- RB30: ドレスデン - プラウエン - フライタール・ポチャッペル - ドイベン - ハインスベルク - ハインスベルク西駅 - ターラント - エドレクロネ - クリンゲルベルク＝コルムニッツ - ニーダーボブリッチュ - ムルデンヒュッテン - フライベルク - クラインシルマ - フランケンシュタイン - オェーダーラン - ファルケーナウ南駅 - フロェーハ - ニーダーヴィーザ - ヒルベルスドルフ - ケムニッツ - ケムニッツ南駅 - ケムニッツ中駅 - シェーナウ - ジークマル - グリューナ - ヴュステンブラント - ホーエンシュタイン・エルンストタール - ザンクトエギディエン - グラウハウ - ショェンボェルンヒェン - モーゼル - オーバーローテンバッハ - ポェルビッツ - ツヴィッカウ。60分ごと。トランスデヴ系列中部ドイツ地域鉄道（Mitteldeutsche Regiobahn）運用[27]。
- S3: ドレスデン - プラウエン - フライタール・ポチャッペル - ドイベン - ハインスベルク - ハインスベルク西駅 - ターラント（- エドレクロネ - クリンゲルベルク・コルムニッツ - ニーダーボブリッチュ - ムルデンヒュッテン - フライベルク）。60分ごと。
- S5: ツヴィッカウ - リヒテンタンネ - シュタインプライス - ヴェルダウ - アルテンブルク - ノイキアリッツシュ - マルククレーベルク - ライプチッヒ - ライプチッヒ空港 - ハレ。60分ごと。
- C15: ハイニヒェン - フランケンベルク - ニーダーヴィーザ - ヒルベルスドルフ - ケムニッツ - テクノパーク。60分ごと。